# Holoxea
Holoxea é um gênero de esponja marinha da família Ancorinidae.

## Espécies
- Holoxea collectrix Thiele, 1900
- Holoxea excavans Calcinai, Bavestrella, Cerrano e Sarà, 2001
- Holoxea furtiva Topsent, 1892
- Holoxea valida Thiele, 1900
- Holoxea violacea Boury-Esnault, 1973